# 安茹的卡洛·馬特羅
安茹的卡洛·馬特羅（義大利語：Carlo Martello d'Angiò，1271年9月8日—1295年8月12日），那不勒斯國王卡洛二世的長子。卡洛二世还是太子时曾在战斗中被俘，故卡洛一世去世时遗命委任阿尔图瓦的罗贝托为摄政，与卡洛·馬特羅暂时代理卡洛二世统治国家直至他被释放回国。
他在舅舅匈牙利国王拉斯洛四世死后在母亲和教宗支持下要求匈牙利王位，未果。他去世后，对匈牙利王位的宣称权由其子卡洛·罗贝托继承。卡洛二世为了让偏爱的第三子罗贝托继位，鼓动卡洛·罗贝托凭借祖母的匈牙利血统夺取匈牙利王位，并借机剥夺卡洛·罗贝托及其子孙对那不勒斯的继承权。卡洛·罗贝托后来当上匈牙利国王，称卡罗利一世。

## 家庭
1281，卡洛·馬特羅與德意志國王魯道夫一世的女兒克蕾曼莎結婚，兩人共有1子2女：
1. 查理一世（1288年—1342年），匈牙利國王
2. 碧翠絲（英语：Beatrice of Hungary, Dauphine of Viennois）（1290年—1343年）
3. 匈牙利的克蕾曼莎（1293年—1328年），法國王后